# Museo de las Artes Decorativas de Fráncfort

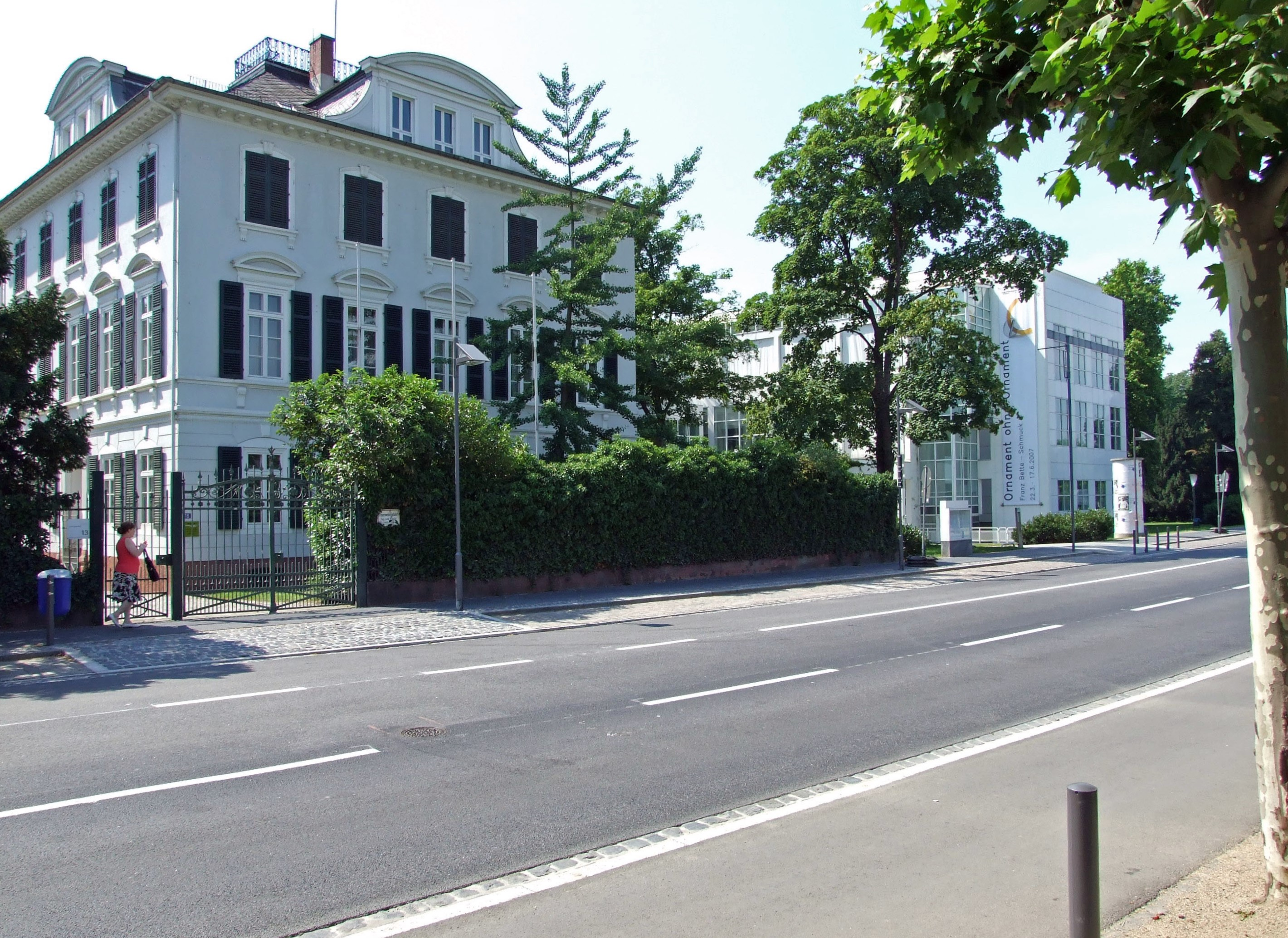
Villa Metzler y edificio diseñado, un palacete que forma parte del Museo de las Artes Decorativas de Fráncfort del Meno.

El Museo de las Artes Decorativas de Fráncfort (en alemán: Museum für Angewandte Kunst Frankfurt) es un museo de Fráncfort del Meno (Alemania) que alberga obras relacionadas con las artes decorativas y el diseño. Se inauguró en 1985 y está ubicado en la Museumsufer, un barrio de Fráncfort en el que hay otros museos. El museo consta de un antiguo palacete llamado Villa Metzler y por un edificio diseñado por el arquitecto estadounidense Richard Meier.

## Datos arquitectónicos

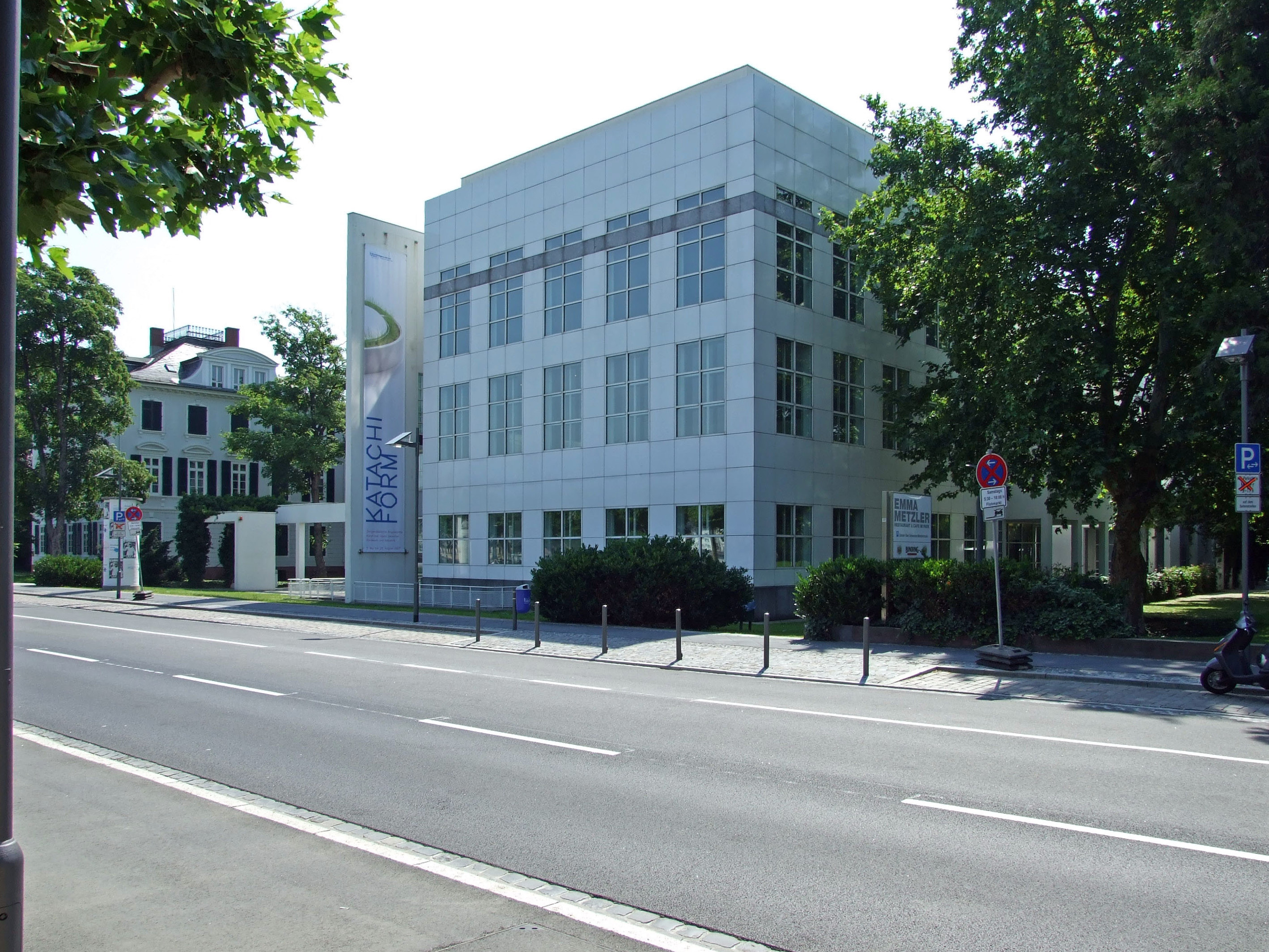
nuevo.

### Proyecto
Richard Meier es un arquitecto estadounidense que comenzó diseñando viviendas y más tarde pasó a hacer edificios más grandes, todo ello en su país natal, Estados Unidos. Fráncfort del Meno es una importantísima ciudad alemana que tiene un enorme centro de negocios. A finales de los años 1970 se puso en marcha un plan que pretendía saltar el río Meno y hacer una avenida con museos, de los cuales algunos son edificios antiguos, otros son modernos, y otros son inmuebles antiguos en los que se hizo un edificio moderno en su interior. Uno de estos museos es el de artes decorativas, cuyo concurso se hizo en 1979. A este se presentaron arquitectos de renombre como Hollein, un arquitecto postmoderno austriaco, y Robert Venturi. Meier lo ganó con la unanimidad del jurado. 
El edificio lo proyectó en un parque situado junto al río Meno y en un solar en el que está la Villa Metzler, un viejo palacete de interés histórico. Tiene una forma aproximadamente cúbica, una cantidad considerable de molduras, cuatro plantas y una cubierta inclinada a cuatro aguas. Esta vivienda forma parte del museo, estando el edificio nuevo unido a esta mediante un puente. La Villa Metzler se mantuvo en pie gracias a la voluntad de la propietaria del museo. Esta fue prácticamente la única condición que puso en el diseño de su museo. 

### Diseño del edificio
El edificio nuevo cogió la geometría de la villa y la repitió, de modo que el museo se estructura en torno a tres pabellones con una geometría muy similar a la de la villa. La planta y la altura de cada uno de éstos son muy parecidas, y las ventanas tienen las dimensiones de las de la villa con sus contraventanas abiertas. Los pabellones tienen tres plantas y están unidos entre sí por secciones del museo que sirven de unión entre estos. Otra de las ideas principales en el diseño del museo es la de los ángulos, un procedimiento muy propio de este arquitecto. Para determinar la forma del museo, Meier llevó a cabo su primer planteamiento, que consistía en dividir el solar (que tiene forma cuadrada) en dieciséis partes iguales, cada cual tiene el tamaño de la villa. 
El segundo planteamiento es que sobre su cuadrado básico (el solar) hace otro superpuesto y girado, formando un ángulo que está relacionado con el giro que hace la calle a la altura de la villa. Este giro del cuadrado básico lo hace poniendo de eje la esquina más excéntrica de la villa, y genera así la dirección de entrada, la cual define con pequeños hitos que coloca en el parque. De esta manera, en el edificio se usan dos geometrías: la del cuadrado original y la del girado. Hay elementos que siguen a una geometría y otros que lo hacen con la otra, como pasa con el patio interior, que está orientado según la geometría del cuadro girado. Los tres pabellones y la villa están colocados en las esquinas del museo, y los límites del museo y el patio interior están, en parte, definidos por hileras de árboles previos a la construcción del edificio. Se decidió mantener el mayor número de árboles posible. 
Otro elemento interesante del diseño del museo es la existencia previa de dos caminos perpendiculares entre sí que se cruzan en el centro del museo. Se decidió conservarlos y así, el edificio es atravesado por estos dos caminos pertenecientes al parque, uno de ellos paralelo al río y el otro perpendicular a éste. Ambos caminos combinan las dos geometrías, de modo que se van haciendo cada vez más estrechos porque sus límites convergen, al no ser paralelos.

### Características del edificio

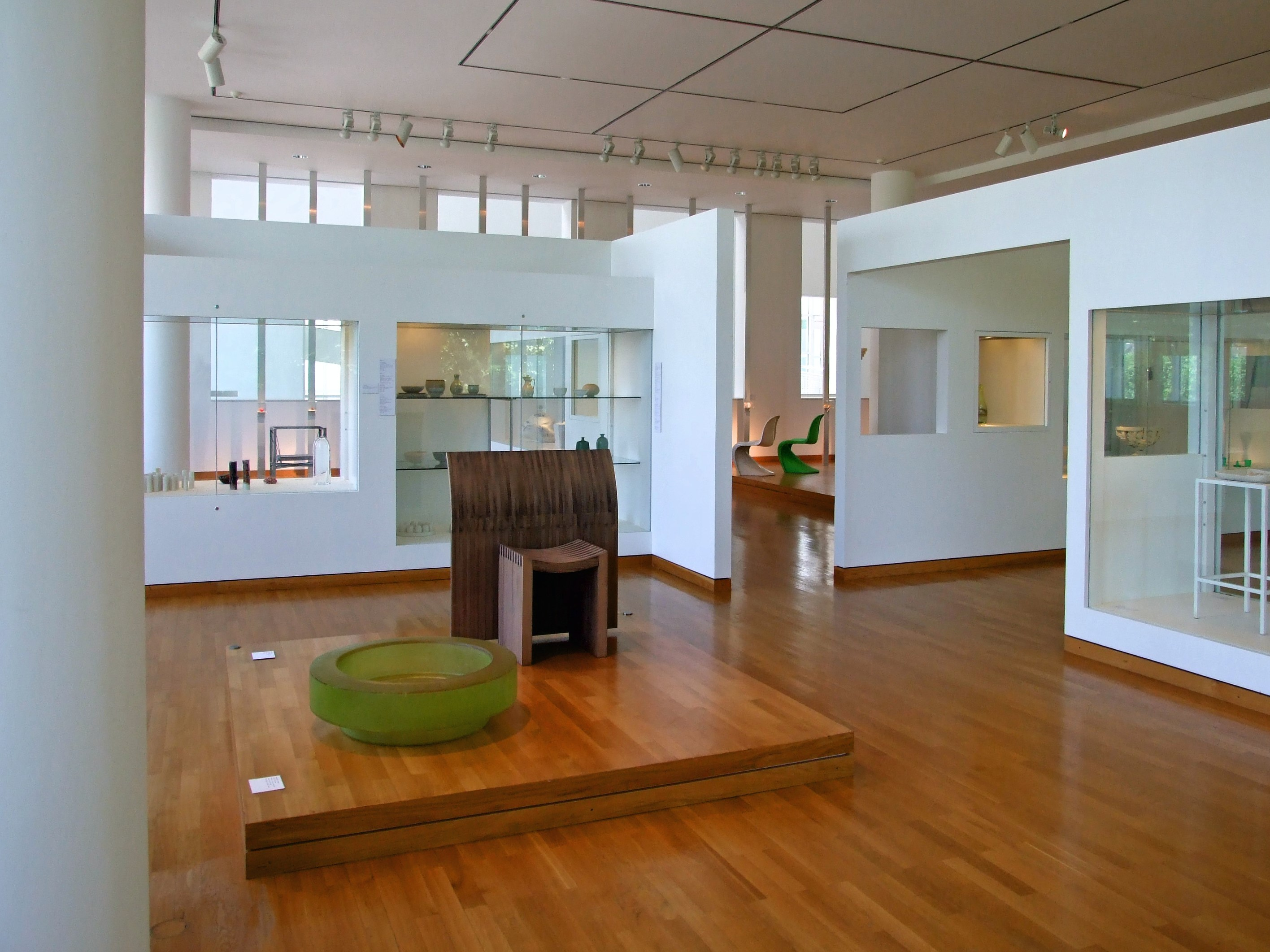
Interior del museo.

La fachada norte en la que está la entrada principal del museo es doble, de modo que la exterior está acristalada y la interior no. Entre estos dos muros están las rampas que dan acceso a las diferentes plantas. Las ventanas de los tres pabellones tienen, como se ha dicho antes, el tamaño y forma de las ventanas de la villa con las contraventanas abiertas, y además la colocación y los espacios entre éstas es similar a los de la villa. Las fachadas exteriores del museo están hechas de “placas de nevera”, las cuales son unos paneles de metal vidriado de color blanco y forma cuadrada, de grandes dimensiones y con tecnología del siglo XX. 
En los “cubos blancos” (los pabellones) hay una tira horizontal situada a la altura de las cornisas de la villa con el fin de hacer una semejanza más completa entre los pabellones y la villa. Estas franjas horizontales no tienen funcionalidad y atraviesan las ventanas con el fin de imponerse. En la altura de la segunda planta del tercer bloque (el que está más al norte) sale un puente con estructura metálica y cubrimiento de vidrio que conduce a la Villa Metzler. En las plantas de todo el museo se combinan las direcciones de las dos geometrías. Los tres cubos que imitan la villa están claramente diseñados y limitados, y dentro de ellos se muestran las obras más importantes del museo. Cuatro pilares son los que delimitan cada cubo. 
Los dos caminos que atraviesan el museo crean morfogénesis en los muros que delimitan con estos. La entrada principal al museo está en el centro del museo, entre el patio interior y una zona curva de la fachada donde están las rampas. Esa forma hace que el hall sea redondeado y muy luminoso, al ser la fachada de vidrio. Donde hoy hay un restaurante de lujo antes había una cafetería. Está situada entre el segundo cubo (el de la esquina sureste), el hueco del edificio que abre uno de los caminos que lo atraviesan, y el patio interior. En él hay un pozo con unas esculturas. Este patio está situado entre el segundo y el tercer cubo, las fachadas que lo delimitan tienen miradores y por él pasa el camino que se dirige al río.
Según se accede al edificio desde la avenida de los museos, se atraviesan dos arcos triunfales de tipo trilito y de color blanco. La fachada que limita el primer cubo (el de la esquina suroeste) sobresale del edificio lateral y superiormente. Esta pared está constituida por “placas de nevera” mate, en contraste con las placas del segundo cubo, que tienen brillo. Según se avanza entre la villa y el primer cubo para acceder a la entrada, se aprecian trozos de pared exteriores paralelos a la zona curva del hall y grandes huecos que se forman. Tras la parte curva está la puerta de entrada. Junto a esta hay un patio inglés situado entre el hall y el restaurante. Da luz al sótano del edificio y tiene unas escaleras exteriores de acceso que se toman en la fachada sur del hall. Entre este patio inglés y el restaurante pasa el camino paralelo al río que separa el hall del restaurante. 
Sobre la parte del camino que atraviesa el edificio hay unas vigas exteriores a modo de pérgolas. Caminando por ese camino en sentido sur se llega a una pérgola blanca con forma semicircular y con una fuente situada en el centro. En este lugar hay otro camino que cruza perpendicularmente al que atraviesa el museo. El segundo cubo tiene una fachada exterior de referencia que está separada de la interior. La fachada del tercer cubo no tiene placas de nevera, sino es de hormigón, y tiene planos situados en la altura de la cornisa y sobresalen del edificio. En la zona del parque opuesta a la de la pérgola antes descrita hay un pequeño obelisco que sirve de hito visual. 
La fachada oeste del tercer cubo es doble, siendo la pared exterior de placas de nevera. Entre las dos fachadas pasa el camino paralelo al río. El puente que conduce a la villa sale de esta misma fachada. La ausencia de molduras en el puente contrasta con el estilo del palacete. Esta pasarela está empotrada a la villa y se encajona entre dos paredes.